# Anaxyrus microscaphus
Anaxyrus microscaphus és una espècie d'amfibi que viu als Estats Units.
Està amenaçada d'extinció per la pèrdua del seu hàbitat natural.